# Gaziosmanpaşa
Gaziosmanpaşa este o municipalitate din provincia turcă Istanbul, precum și un district din zona europeană a Istanbulului. În 2014, avea 498.120 de locuitori.